# 哈日曲翁错
哈日曲翁错是一个位于中国四川省理塘、巴塘县界县的湖泊，面积约为4平方千米。